# Laternaria siderea
Laternaria siderea är en insektsart som först beskrevs av William Lucas Distant 1905.  Laternaria siderea ingår i släktet Laternaria och familjen lyktstritar. Inga underarter finns listade i Catalogue of Life.